# Dimitri Vegas & Like Mike
Dimitri Vegas & Like Mike er en EDM producerduo fra Grækenland. Duoen er bosat i Belgien.

## Diskografi
- Smash the House! (2010)
- Tomorrowland Anthems - The Best of (2016)